# Lopön Tsechu

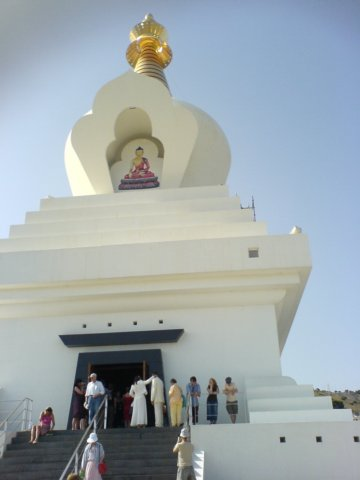
Stupa im spanischen Benalmádena – ein Projekt von Lopön Tsechu Rinpoche

Lopön Tsechu Rinpoche (* 1918 bei Punakha in Bhutan; † 10. Juni 2003 in Bangkok) war ein Meditationsmeister des tibetischen Buddhismus.

## Buddhistische Ausbildung
Er erhielt seine buddhistische Ausbildung durch seinen Onkel, den tantrischen Meister Sherab Dorje, der Jahrzehnte seines Lebens einsam in Meditation verbrachte. Lopön Tsechu stand der Drukpa-Kagyü-Schule nahe und war enger Vertrauter des Königshauses in Bhutan. Später lernte er den 16. Gyalwa Karmapa Rangjung Rigpe Dorje kennen, der einer seiner wichtigsten Lehrer wurde. Von ihm erhielt er die gesamte Übertragung der Karma-Kagyü-Schule. 

## Bedeutung für Buddhismus im Himalaya und weltweit
Aufgrund seiner sich über mehrere Jahrzehnte erstreckenden großen Aktivität galt Lopön Tsechu Rinpoche als eine Schlüsselfigur für den Zusammenhalt der unterschiedlichen buddhistischen Gemeinschaften in Nepal und der gesamten Himalaya-Region. Auf Einladung von Lama Ole Nydahl und dessen Frau Hannah bereiste er zwischen 1987 und 2002 regelmäßig die Zentren des Diamantweg-Buddhismus in Europa, Amerika und Russland.

## Verbindung mit Spanien
Lopön Tsechu Rinpoche besuchte Spanien zum ersten Mal 1990, als er Belehrungen und Übertragungen in Karma Guen, einem buddhistischen Meditations-Zentrum in der Nähe Vélez-Málagas, ungefähr 50 Kilometer von Benalmádena entfernt, gab. Er baute seine erste Stupa in Karma Guen im Jahre 1994, ein Symbol von Frieden und Wohlstand für Spanien. Lopön Tsechu Rinpoche sollte noch weitere 16 Stupas in Europa vor seinem Tod 2003 bauen. Er erhielt die spanische Staatsbürgerschaft 1995 und besuchte fortan das Land regelmäßig, wobei er Lehren und Übertragungen vermittelte.

## Namensbedeutung
- Lopön steht für Lehrer, hier ist konkret ein Lehrer, der alle Zweige der buddhistischen Lehre gemeistert hat, gemeint.
- Tsechu bezeichnet den 10. Tag nach Neumond des tibetischen Mondmonats. Dieser Tag ist jeweils dem tantrischen Meister Guru Rinpoche geweiht.
- Rinpoche, wörtlich Kostbarer, ist ein Ehrentitel für verwirklichte Lamas.